# La meva vida amb l'Amanda
La meva vida amb l'Amanda (títol original, Amanda) és una pel·lícula dramàtica francesa del 2018 dirigida per Mikhaël Hers. S'ha doblat i subtitulat al català.

## Repartiment
- Vincent Lacoste com a David
- Stacy Martin com a Léna
- Isaure Multrier com a Amanda
- Ophélia Kolb com a Sandrine
- Marianne Basler com a Maud
- Jonathan Cohen com a Axel
- Greta Scacchi com a Alison